# البطولة الوطنية المجرية 1904
البطولة الوطنية المجرية 1904 (بالمجرية: 1904-es magyar labdarúgó-bajnokság)‏ هو الموسم 4 من  البطولة الوطنية المجرية. الذي يشرف على تنظيمه اتحاد المجر لكرة القدم، وكان عدد الأندية المشاركة فيه  9، وفاز فيه نادي بودابست.